# As-Sâlih Salâh ad-Dîn Sâlih
[[Fichier:|vignette|]]
As-Sâlih Salâh ad-Dîn Sâlih (vers 1337-1360) est un sultan mamelouk bahrite d’Égypte de 1351 à 1354, huitième fils d’An-Nâsir Muhammad à régner. Son règne interrompt le règne de son frère An-Nâsir al-Hasan qui reprend le pouvoir en 1354.

## Biographie
En 1351, les émirs ourdissent un complot contre An-Nâsir al-Hasan qui tente de les contrer mais est il est pris de vitesse et arrêté. Son frère, As-Sâlih Salâh ad-Dîn Sâlih, n'a que quatorze ans quand les comploteurs le portent au pouvoir. Il voit son règne marqué par une recrudescence des persécutions contre les chrétiens. Un vizir d'origine chrétienne, converti à l'islam et qui s'est enrichi, est accusé d'être resté secrètement chrétien. Il est torturé puis banni après avoir avoué. Les mesures de restriction contre les chrétiens sont restaurées : interdiction de monter à cheval, port de vêtement distinctifs... Des églises sont détruites et leurs biens sont confisqués. En 1354, As-Sâlih Salâh ad-Dîn Sâlih est renversé et An-Nâsir al-Hasan est ramené au pouvoir.